# کارجیج
کارجیج، روستایی از توابع بخش مرکزی شهرستان نیشابور در استان خراسان رضوی ایران است. 

## جمعیت
این روستا در دهستان ریوند قرار دارد و براساس سرشماری مرکز آمار ایران در سال ۱۳۸۵، جمعیت آن ۱۷۲ نفر (۵۲خانوار) بوده‌است.